# Чужая земля (альбом)
Чужая земля — седьмой студийный альбом советской, а затем российской рок-группы «Nautilus Pompilius». Записан в декабре 1991 года — феврале 1992 года.
Полный вариант альбома состоит из 14 песен, но в этом виде он издавался только на аудиокассетах. Виниловая пластинка (1992 год) содержала только 10 песен, и на CD впоследствии был издан именно этот вариант.

## История альбома
В начале лета 1991 года «Nautilus Pompilius» отыграла в Ленинграде концерт, приуроченный к выходу альбома Родившийся в эту ночь, а затем отказалась от дальнейших выступлений, сосредоточила свои силы на разработке новой программы. Администратор группы Игорь Воеводин договорился со студией ВПТО «Видеофильм» о записи нового альбома. Этому предшествовали события, которые начались ещё во время полуакустических концертов с Игорем Джавад-Заде. После того, как коллектив отрепетировал три новые композиции: «Эти реки», «Монгольская степь» и «Прогулки по воде», было принято решение сделать предварительную запись при помощи Андрея Макарова на Фонтанке. Впоследствии черновой вариант был утерян, но многие из участников сходились на мысли, что прикидочный вариант станет лучше, чем чистовая версия.
Запись на ВПТО «Видеофильм» продолжалась с декабря 1991 года до февраля 1992 года. С точки зрения Альберта Потапкина, на конечный результат повлияло досадное происшествие, связанное с его барабанами. Дело в том, что после концертов в Новосибирске, сотрудники «Аэрофлота» по ошибке погрузили часть багажа ленинградского рейса в самолёт, которые улетел в Ташкент, среди которых оказались вещи, принадлежавшие Потапкину. Через несколько месяцев они счастливым образом нашлись, но в Москву Альберт Потапкин приехал без своих барабанов и весь альбом играл на электронных плашках «Simmons», стоявших в студии «Видеофильма».
Одна из важных особенностей при создании «Чужой земли» заключалась в попытке Вячеслава Бутусова вернуться в отдельных фрагментах к клавишному звуку. Это не слишком получилось, но в отсутствие Алексея Могилевского клавишные партии сыграл Альберт Потапкин. На синтезаторе, одолженном у Андрея Муратова из группы «ДДТ», Потапкин набросал эскизы фортепианных проигрышей в песнях «Прогулки по воде», «Иван Человеков» и «Чужая земля» и сыграл в альбоме, «наложив» партию клавиш в конце — уже после записи вокала. Это были первые эксперименты Альберт Потапкина не в качестве барабанщика. Окончательная запись была завершена в начале февраля.
В это же время был приготовлен и макет обложки. Его сделал известный свердловский художник Александр Коротич — автор известного альбома 15 группы «Урфин Джюс». Оформление тяготело к интригующей анонимности, что делало этот альбом одним из таинственных альбомов «Наутилуса». Ни на одном из изданий не было указаны ни фамилии музыкантов и композиторов. Мало того — картинки, иллюстрирующие песни альбома, служили для домыслов о том, что в них скрываются варианты изображения вагины.
Отдав макет обложки и оригинал альбома фирме «Русский диск», коллектив сразу отправился играть новую программу. В середине февраля группа дала три концерта в Свердловске. По недоброй традиции, выпускающий пластинку лейбл срывал сроки выхода альбома и «Наутилус» был вынужден объявить о его планирующемся выпуске.
Из выступлений того времени можно выделить концерт памяти Виктора Цоя, состоявшийся 20 июня в Лужниках. Среди выступающих были: «Бригада С», «Чайф», «Алиса», «ДДТ», «Калинов Мост» и «Nautilus Pompilius». «Наутилус» выступал на закате. В их короткую программу вошли акустические версии песен «На берегу безымянной реки» и «Прогулки по воде», а также вдохновлённо сыгранная «Paint It Black» и финальная композиция «Все, кто нёс». Эта песня была написана ещё в 1985 году и не входила ни в один номерной альбом, но вошла в концертный альбом «Ни кому ни кабельность».
В 2024 году в серии «Авторизованная коллекция Nautilus Pompilius» Отделение Выход выпустило двойную виниловую пластинку «Чужая земля». Для издания использовались оригинальные мастер-ленты. LP1 (кат. номер В659) — основная часть альбома «Чужая земля», содержащая десять композиций. LP2 (кат. номер В660) — редкие демо-версии пяти песен из альбома «Чужая земля», ранее не выпускавшиеся на виниле. Реставрацию исходного оформления и 4-х страничный буклет-вкладыш с аннотацией и фотографиями всех музыкантов вновь сделал известный художник Александр Коротич.

## Издания
| Регион | Дата | Лейбл                   | Форматы | Каталог         |
| ------ | ---- | ----------------------- | ------- | --------------- |
| Россия | 1992 | Русский Диск            | LP      | R60 01005       |
| Россия | 1992 | RGM                     | CS      | RGMC 0017       |
| Россия | 1993 | Jeff Records            | CD      | UL 93 014-1     |
| Россия | 1994 | J. S. P.                | CD      | 010 009-1       |
| Россия | 1994 | Moroz Records           | CS      | MR 94025 MC     |
| Россия | 1995 | Apex Records            | CD      | AXCD3-0023-1    |
| Россия | 1997 | DANA Music              | CD      | AXCD 3-0023     |
| Россия | 1997 | DANA Music              | CS      | AXMC3-0023      |
| Россия | 1997 | Moroz Records           | CS      | MR 97246 MC     |
| Россия | 1998 | DANA Music              | CD      | AXCD5-0023      |
| Россия | 1998 | DANA Music              | CS      | AXMC3-0023      |
| Россия | 1999 | DANA Music              | CD      | AXCD5-0023      |
| Россия | 2002 | HUNTER Music DANA Music | CD      | AXCD5-0023      |
| Россия | 2004 | Bomba Music             | CD      | AXCD 3-0023     |
| Россия | 2013 | Bomba Music             | LP      | BoMB 033-824 LP |
| Россия | 2024 | Отделение Выход         | 2LP     | B 659/660       |
| Россия | 2024 | Отделение Выход         | 2CD     | 4660059682921   |

## Список композиций
Авторы всех песен — Вячеслав Бутусов (музыка) и Илья Кормильцев (тексты), кроме указанных особо
| №   | Название                                          | Длительность |
| --- | ------------------------------------------------- | ------------ |
| 1.  | «Монгольская степь»                               | 5:08         |
| 2.  | «Эти реки»                                        | 3:02         |
| 3.  | «Иван Человеков»                                  | 4:30         |
| 4.  | «Чистый бес» (слова — Бутусов)                    | 4:44         |
| 5.  | «Чужая земля»                                     | 4:07         |
| 6.  | «Прогулки по воде»                                | 3:44         |
| 7.  | «Бесы»                                            | 4:56         |
| 8.  | «Морской змей»                                    | 4:20         |
| 9.  | «На берегу безымянной реки» (слова — Бутусов)     | 4:14         |
| 10. | «Летучая мышь»                                    | 5:05         |
| 11. | «Музыка на песке» (*)                             | 5:05         |
| 12. | «Как падший ангел» (*)                            | 3:30         |
| 13. | «Чёрные птицы» (*)                                | 3:41         |
| 14. | «Тихие игры» (*) (слова — Бутусов, Елена Аникина) | 3:34         |

* — присутствует только в кассетной версии альбома.

## Песня «На берегу безымянной реки»
Вячеслав Бутусов принёс на одной из репетиций наброски композиции и сыграл их под гитару. Гитарист Егор Белкин сразу сочинил соло и за пару часов песня была готова. Название реки в песне не упомянуто, так как никто не может представить себе реку Исеть. Но сам Бутусов признался, что сочинял композицию именно про эту реку. В 1991 году на песню снят клип режиссёром Анатолием Берсеньевым.
Бутусов отметил: «Спустя десять лет после появления этой песни я понял, как получаются народные хиты. У каждого человека в подсознании есть свой багаж знаний, который передается генетически. Если музыка будет совпадать с этим багажом, человек примет ее как нечто родное. Поэтому в разных странах разные хиты».
Песня исполнена на второй части концертного альбома «Титаник Live» (1994) и вошла в сборник «Легенды русского рока» (1996), посвящённый «Наутилусу».

## Участники записи
- Вячеслав Бутусов — вокал, акустическая гитара, электрогитара
- Егор Белкин — гитара
- Александр Беляев — гитара
- Игорь Копылов — бас-гитара
- Альберт Потапкин — ударные, клавишные
- Олег Сакмаров — флейта (2,6), гобой (1, 6, 10), русская волынка (1)
- Александр «Полковник» Гноевых — звукорежиссёр

## Критика
Оценивая альбом, Илья Легостаев из газеты «Московский комсомолец» отметил, что соло на саксофоне и звуки клавишных исчезли, а вместо них уже звучали гитары, и такое решение пошло в пользу коллектива.
Романтические песни, популярные в начале перестройки, сменились жесткими, ритмичными, в меру сентиментальными композициями. «Безусловно, „Чужая земля“, „На берегу“, „Монгольская степь“ и акустическая баллада „Прогулки по воде“ могли бы стать хитами, но сейчас на отечественном музыкальном рынке сложилась иная конъюнктура, и на высокие места в хит-парадах Бутусову и сотоварищам, видимо, рассчитывать уже приходится с большим трудом». По его мнению, если тогда композиции были похожи на пространные импровизации, то сейчас появилась лаконичность и необходимая для студийных работ плотность звучания.
Композиции «На берегу безымянной реки» и «Прогулки по воде» оценивались как новые известные песни группы, наравне с «Я хочу быть с тобой» и «Скованными одной цепью».